# Windows XP Professional x64 Edition
Windows XP Professional x64 Edition – system operacyjny firmy Microsoft stanowiący wariację na temat typowych systemów Windows XP dla komputerów domowych opartych na procesorach bazujących na architekturze 64-bitowej. System został wydany 25 kwietnia 2005 roku.
System operacyjny Microsoft Windows Professional x64 Edition bazuje na kodzie Microsoft Windows Server 2003 Service Pack 1 (build 5.2.3790.1830) – najnowszej dostępnej w trakcie prac edycji systemu Windows. Jednak w nazwie systemu pojawia się odniesienie do rodziny systemów Windows XP. System został napisany, by obsługiwać rozszerzoną 64-bitową przestrzeń adresową procesora, dostępną w architekturze AMD64. Intel swoją wersję rozwiązań 64-bitowych ochrzcił mianem EM64T.
Najważniejszą zaletą zmiany systemu operacyjnego na 64-bitowy jest znaczny wzrost ilości możliwej do alokacji pamięci systemowej komputera (RAM). 32-bitowe wersje systemu Windows XP używające adresowania x86 (bez PAE) ograniczały tę wielkość 4 GB, z czego część przestrzeni adresowej rezerwowały sterowniki urządzeń. W wyniku czego ilość pamięci RAM w zależności od zainstalowanego sprzętu była ograniczana jeszcze od 300 do 1024 MB. Wersja 64-bitowa jest w stanie obsłużyć o wiele więcej pamięci; mimo że teoretycznie komputer 64-bitowy może zaadresować około 16 eksabajtów (16 miliardów gigabajtów) pamięci, Windows XP Professional x64 Edition obsługuje w chwili obecnej pamięć o wielkości do 128 gigabajtów (237 bajtów) pamięci fizycznej i 16 terabajtów (244 bajtów) pamięci wirtualnej. 
64-bitowe procesory obliczają dwa razy szybciej specyficzne zadania (np. silnię dużych liczb) korzystając z aplikacji 64-bitowych. 64-bitowy Kalkulator potrzebuje zwykle 50% czasu mniej niż 32-bitowy, obliczając silnię ze 100 000. Daje to odczucie teoretycznych możliwości architektury 64-bitowej w połączeniu z odpowiednim oprogramowaniem.

## Kompatybilność z aplikacjami 32-bitowymi
Windows XP x64 Edition korzysta z technologii WOW64, zezwalającej na uruchamianie aplikacji 32-bitowych. Po raz pierwszy technologia ta została zastosowana w systemie Microsoft Windows XP 64-bit Edition, później została jednak zaadaptowana również w wersji "x64" systemu Windows Server 2003.
Z uwagi na fakt, że architektura x86-64 obsługuje na poziomie sprzętowym 32-bitowe rozkazy procesora, zadaniem WOW64 jest przełączanie procesora między trybami 32-bitowym a 64-bitowym. Wskutek zastosowania takich rozwiązań, procesory o architekturze x86-64 nie wykonują aplikacji 32-bitowych wolniej. W przypadku architektury IA-64 (procesory Itanium), platforma WOW64 była elementem niezbędnym w procesie tłumaczenia 32-bitowych instrukcji procesorów x86 na ich 64-bitowe odpowiedniki architektury IA-64 (co odbywało się czasami na zupełnie odmiennych zasadach), które dopiero potem były wykonywane przez procesor.
Mimo iż uruchamianie aplikacji 32-bitowych może następować w sposób zupełnie przezroczysty dla użytkownika, niedozwolone jest mieszanie kodu obydwu typów w obrębie jednego procesu. Aplikacja 64-bitowa nie może więc sięgać do 32-bitowych bibliotek DLL, podobnie, jak aplikacje 32-bitowe nie mogą korzystać z zasobów bibliotek 64-bitowych. Może to prowadzić do konieczności dostarczania przez deweloperów procedur bibliotecznych zarówno 32-, jak i 64-bitowych wersji swojego kodu. Windows XP x64 Edition zawiera zarówno 32- jak i 64-bitowe wersje programu Internet Explorer. Podyktowane jest to możliwością napotkania rozszerzeń (wtyczek) firm trzecich, czy kontrolek ActiveX, które mogą jeszcze nie być dostępne w nowej 64-bitowej wersji.
Starsze 32-bitowe sterowniki i usługi nie są już obsługiwane przez 64-bitowy system, ale kodeki audio i wideo, takie, jak XviD, czy OggDS (będące w zasadzie 32-bitowymi bibliotekami DLL) mogą być uruchamiane, pod warunkiem, że korzystają z nich również 32-bitowe programy odtwarzające.

## Kompatybilność z innymi aplikacjami
Odwrotnie, niż miało to miejsce w przypadku wcześniejszych wersji systemu z linii Windows NT, 64-bitowe wersje Windows nie zawierają maszyn wirtualnych NTVDM, więc niemożliwe jest uruchomienie w nich aplikacji przeznaczonych dla systemów MS-DOS, POSIX, OS/2 2.x i 16-bitowych programów Windows. Istnieją jednak emulatory programowe firm trzecich (np. DOSBox pozwalający na uruchamianie programów dla MS-DOS).
Drugim możliwym rozwiązaniem jest wykorzystanie oprogramowania do wirtualizacji, takiego, jak VMware czy Virtual PC i instalacja starszych wersji systemu Microsoft Windows czy MS-DOS. Wyżej wspomniany DOSBox zezwala również na uruchomienie 16-bitowych programów Windows, po zainstalowaniu Windows 3.1.

## Różne
Podczas wstępnych prac deweloperskich (2003–2004) system Windows XP Professional x64 otrzymał nazwę Windows XP 64-bit Edition for x86 Extended Systems, którą zmieniono nieco później na Windows XP 64-bit Edition for Extended Systems, co miało stanowić odniesienie do nazwy 64-bit Edition for Itanium Systems.
Dzięki swojemu pochodzeniu od systemu Microsoft Windows Server 2003, Windows XP Professional x64 Edition oraz Microsoft Windows XP 64-bit Edition są jedynymi systemami rodziny XP wyposażonymi w serwer IIS 6.0 (wszystkie pozostałe wersje wyposażone są w IIS 5.1).